# Igor' Badamšin
Igor' Gajniachmetovič Badamšin (in russo Игорь Гайниахметович Бадамшин?; Lesnoj, 12 giugno 1966 – 24 gennaio 2014) è stato un fondista e allenatore di sci nordico russo.
Fino alla dissoluzione dell'Unione Sovietica (1991) gareggiò per la nazionale sovietica.

## Biografia
Sposò la sciatrice Nina Gavryljuk.

### Carriera sciistica
In Coppa del Mondo ottenne il primo risultato di rilievo il 14 dicembre 1988 a Bohinj (10°) e l'unico podio il 17 dicembre 1989 a Calgary (2°).
In carriera prese parte a un'edizione dei Giochi olimpici invernali, Lillehammer 1994 (16° nella 30 km, 14° nella 50 km), e a quattro dei Campionati mondiali, vincendo una medaglia.

### Carriera da allenatore
Dopo il ritiro divenne allenatore di sci nordico negli Stati Uniti, dove morì nel 2014, all'età di 47 anni, colpito da un attacco cardiaco mentre sciava.

## Palmarès

### Mondiali
- 1 medaglia:
  - 1 bronzo (staffetta[3] a Falun 1993)

### Coppa del Mondo
- Miglior piazzamento in classifica generale: 15º nel 1990
- 1 podio (individuale[4])[5]:
  - 1 secondo posto